# Gianni Turchetta
Gianni Turchetta (Salerno, 1958) è un critico letterario e storico della letteratura italiano.

## Biografia
Laureato all'Università di Milano con Vittorio Spinazzola, vi insegna Letteratura italiana contemporanea. Ha curato opere di Dino Campana, Gabriele D'Annunzio, Luigi Pirandello, e tradotto opere di Boris Vian per editori quali Arnoldo Mondadori Editore, Marcos y Marcos, Rizzoli. Per I Meridiani ha curato L'opera completa di Vincenzo Consolo (Milano, Mondadori, 2015). Come critico militante ha collaborato a giornali e periodici come «l'Unità», «Diario», «Belfagor», «L'Indice dei libri del mese», «Linea d’ombra».

## Opere principali
- Dino Campana: biografia di un poeta, Milano, Marcos y Marcos, 1985 (nuova edizione, Milano, Feltrinelli, 2003)
- Gabriele D'Annunzio, Napoli, Morano, 1990
- La coazione al sublime: retorica, simbolica e semantica dei romanzi dannunziani, Firenze, La nuova Italia, 1993
- Il punto di vista, Roma-Bari, Laterza, 1999
- Critica, letteratura e società: percorsi antologici, Roma, Carocci, 2003
- «E questa storia che m'intestardo a scrivere»: Vincenzo Consolo e il dovere della scrittura, Milano, Fondazione Arnoldo e Alberto Mondadori, 2019
- Vita oscura e luminosa di Dino Campana, poeta,	Firenze/Milano, Giunti/Bompiani, 2020